# Le Pays des fourrures
Le Pays des fourrures est un roman d'aventures de Jules Verne, paru en 1873.

## Historique
L'œuvre est d'abord publiée dans le Magasin d'éducation et de récréation, du 20 septembre 1872 au 15 décembre 1873, puis reprise en volume le 13 novembre 1873 chez Hetzel.

## Résumé
En 1859, des officiers de la Compagnie de la Baie d'Hudson, dirigés par Jasper Hobson, sont chargés d'aller fonder un fort au nord du 70e parallèle, au-delà du cercle polaire, dans le grand nord canadien où la compagnie veut exploiter la riche faune locale pour ses fourrures. Le fort est établi au cap Bathurst, qui semble être le lieu parfait pour la traite avec les indigènes (Inuits) et en même temps pour l'observation de l'éclipse solaire du 18 juillet 1860 par un astronome qui s'était joint à l'expédition. Lors de l'éclipse, ce dernier se rend compte que le poste est plus au nord qu'estimé et qu'ils ne sont pas sur le cap mais en fait sur la banquise au large.
La masse de glace se détache alors du continent et part à la dérive, emportant tous ses occupants. Elle passe finalement le détroit de Béring et se dirige vers le sud tout en fondant graduellement. Le groupe atteint finalement une petite île où ils débarquent avant d'être rescapés par un baleinier danois.

## Thèmes abordés dans le roman
- La lutte pour la survie dans un milieu extrême (se rapproche beaucoup des romans Les Aventures du capitaine Hatteras et Un hivernage dans les glaces)
- L’importance de l’étude astronomique (en la personne de Thomas Black, qu’on peut rapprocher du personnage de Palmyrin Rosette dans Hector Servadac)
- Le grand sens de la famille (à l’exemple du clan Mac Nap) et le grand rôle de la religion dans les moments difficiles (scène de la lecture de la Bible)

## Référence historique
Une expédition a réellement été montée pour observer une éclipse solaire sur la côte nord-est du Labrador en 1860. L'expédition fut dirigée par l'astronome américain Stephen Alexander, professeur au Séminaire théologique de Princeton, accompagné d'Edward David  Ashe, directeur de l'Observatoire britannique de Québec. Elle fut organisée par A.D. Bache, surintendant de l'Office américain d'hydrographie côtière, qui fournit le soutien logistique du voyage. L'observation eut lieu dans l'île d'Autezavik (aujourd'hui Île nord d'Aulatsivik), qui fut rejointe de New York par voie maritime après quelques péripéties (perte d'un marin, navigation dans le brouillard au milieu des icebergs, échouement sur un récif).

## Liste des personnages
- Paulina Barnett
- Belcher
- Thomas Black
- Capitaine Craventry
- Sergent Felton
- Garry
- Lieutenant Jasper Hobson
- Hope
- Caporal Joliffe
- Mrs. Joliffe
- Kalumah
- Kellet
- Long
- Mac Nap
- Mrs. Mac Nap
- Michel-Espérance
- Madge
- Marbre
- Norman
- Petersen
- Pond
- Raë
- Mrs. Raë
- Sabine